# Aulonogyrus (Afrogyrus)
Aulonogyrus (Afrogyrus) – podrodzaj wodnych chrząszczy z rodziny krętakowatych i podrodziny Gyrininae.

## Taksonomia
Takson opisany został w 1955 roku przez Pera Brincka. Gatunkiem typowym jest A. caffer.

## Systematyka
Należą tu następujące gatunki:
- Aulonogyrus abdominalis (Aubé, 1838)
- Aulonogyrus abyssinicus Régimbart, 1883
- Aulonogyrus aculeatulus Ochs, 1933
- Aulonogyrus acutus Brinck, 1955
- Aulonogyrus algoensis Régimbart, 1883
- Aulonogyrus alternatus Régimbart, 1892
- Aulonogyrus amoenulus (Boheman, 1848)
- Aulonogyrus ater Brinck, 1955
- Aulonogyrus aureus Brinck, 1955
- Aulonogyrus bachmanni Ochs, 1937
- Aulonogyrus bedeli Régimbart, 1883
- Aulonogyrus caffer (Aubé, 1838)
- Aulonogyrus camerunensis Ochs, 1933
- Aulonogyrus capensis (Thunberg, 1781)
- Aulonogyrus centralis Ochs, 1928
- Aulonogyrus clementi Legros, 1946
- Aulonogyrus conspicuus Ochs, 1929
- Aulonogyrus denti Ochs, 1937
- Aulonogyrus depressus Brinck, 1955
- Aulonogyrus epipleuricus Régimbart, 1906
- Aulonogyrus flavipes (Boheman, 1848)
- Aulonogyrus flaviventris Régimbart, 1906
- Aulonogyrus formosus (Modeer, 1776)
- Aulonogyrus graueri Ochs, 1937
- Aulonogyrus hypoxanthus Régimbart, 1906
- Aulonogyrus kasikiensis Ochs, 1937
- Aulonogyrus knysnanus Brinck, 1955
- Aulonogyrus latens Brinck, 1955
- Aulonogyrus luimbalus Brinck, 1955
- Aulonogyrus malkini Brinck, 1955
- Aulonogyrus manoviensis Ochs, 1937
- Aulonogyrus monticola Brinck, 1951
- Aulonogyrus naviculus Brinck, 1955
- Aulonogyrus obliquus (Walker, 1858)
- Aulonogyrus rhodesianus Brinck, 1955
- Aulonogyrus sesotho Brinck, 1966
- Aulonogyrus seydeli Ochs, 1954
- Aulonogyrus sharpi Régimbart, 1883
- Aulonogyrus splendidulus (Dupont, 1838)
- Aulonogyrus varians Brinck, 1955
- Aulonogyrus vethi Régimbart, 1886
- Aulonogyrus wehnckei Régimbart, 1883